# Zisterzienserinnenabtei Vauxbons
Die Zisterzienserinnenabtei Vauxbons (auch: Valbaion oder Vauboin) war von 1175 bis 1394 ein französisches Kloster der Zisterzienserinnen in Vauxbons, Kanton Langres, Département Haute-Marne, im Bistum Langres.

## Geschichte
Unter Aufsicht der Abtei Tart wurde um 1175 westlich Langres das Zisterzienserinnenkloster Vauxbons im heutigen Dorf Vauxbons gestiftet. Der Name leitet sich ab von lateinisch „Vallis Baonis“, später Val Baions, Vauboin oder Vauxbons (historisch auch: Baon). In 13 bzw. 17 Kilometer Entfernung befanden sich die Zisterzienserabteien Auberive und Longuay. Offiziell 1397 (effektiv 1405) wurde Vauxbons (nach den Verwüstungen durch den Hundertjährigen Krieg) geschlossen. Verbleibende Besitztümer gingen an  Auberive und Longuay. Es sind keine Reste vorhanden.